# Abri du Arquero de los Callejones Cerrados
L'Abri de l'Archer des Impasses (en espagnol : Abrigo del Arquero de los Callejones Cerrados) est un site d'art rupestre situé dans la commune d'Albarracín (comarque de la Sierra de Albarracín), dans la province de Teruel, en Aragon, en Espagne,.
Cet abri sous roche, qui abrite des peintures rupestres appartenant au style de l'art schématique ibère, fait partie de l'ensemble dénommé Art rupestre du bassin méditerranéen de la péninsule Ibérique, inscrit au Patrimoine mondial par l'Unesco en 1998 (sous la référence 874-606). Il est protégé comme Bien d'Intérêt Culturel depuis 1996 (cote RI-51-000962).

## Situation
L'abri de l'Archer des Impasses se trouve dans la Sierra d'Albarracín, dans la zone du Paysage protégé des Pinares de Rodeno du parc culturel d'Albarracín. C'est une zone de forêts de pins avec de nombreux affleurements rocheux, qui comportent d'innombrables abris et cavités rocheuses. Le site est facilement accessible depuis Albarracín par la route locale qui traverse les pinèdes de Rodeno en direction de Bezas.

## Historique
Le site rupestre a été découvert par l'archéologue de Teruel Martín Almagro Basch, qui a publié une première étude en 1953. Il se trouve à un peu plus de 500 m de l'abri de la Cocinilla del Obispo, dont les peintures rupestres étaient connues depuis au moins la dernière décennie du XIXe siècle. Des études ultérieures ont permis d'identifier et de cataloguer davantage de figures présentes sur le site. Ce travail est principalement dû à l'archéologue Octavio Collado.
En 1998, l'Archer des Impasses a été inclus parmi les 758 sites inscrits au Patrimoine mondial sous le nom d'Art rupestre du bassin méditerranéen de la péninsule Ibérique.

## Description

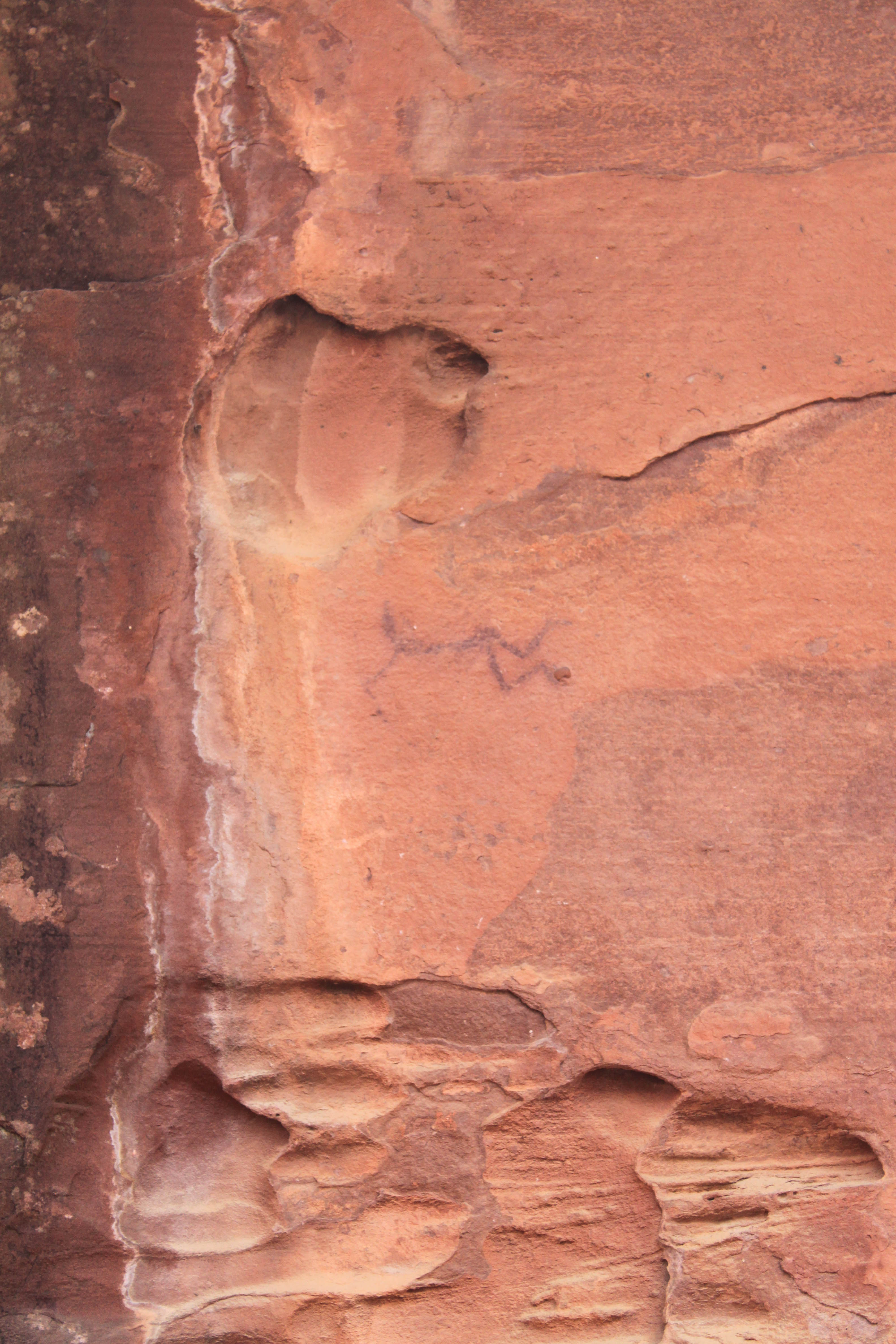
L'archer de l'abri

À l'intérieur de l'abri, une frise de 9 m de large comporte deux panneaux avec treize figures qui représentent une scène de chasse, une figure féminine, des bovidés, des équidés et un capriné. Les peintures sont rougeâtres et violettes. Il existe un troisième panneau situé à l'extrême droite de l'abri avec plusieurs anthropomorphes et quadrupèdes, mais il est à peine perceptible.
Au centre de la frise se trouve la figure violet foncé de l'archer, qui donne son nom à l'abri. Elle mesure 19 cm de long. Le personnage est nu, en position horizontale avec l’intention de tirer à l’arc. Sa tête allongée est recouverte d'une sorte de casque ou de chapeau haut. Il pose ses jambes pliées sur un petit bord naturel du mur.
À l'extrémité gauche de l'abri, une figure humaine très stylisée a été peinte, probablement féminine, de couleur brun rougeâtre.
Les peintures datent probablement du Néolithique (d'environ 5500 à 2200 av. J.-C.).

## Alentours
Une douzaine d'autres sites d'art rupestre sont situés à proximité. Le sentier dit Arrastradero commence au niveau du parking et permet, dans un parcours circulaire de 2,5 km, de visiter non seulement l'abri de l'Archer, mais aussi l'abri du Cerf, l'abri des Figuras Diversas, l'abri du Medio Caballo, l'abri des Dos Caballos et l'abri de la Cocinilla del Obispo.